# Combretocarpus
Combretocarpus is een geslacht uit de familie Anisophylleaceae. Het geslacht telt een soort die voorkomt in Maleisië en Indonesië.

## Soorten
- Combretocarpus rotundatus (Miq.) Danser